# Ski de vitesse

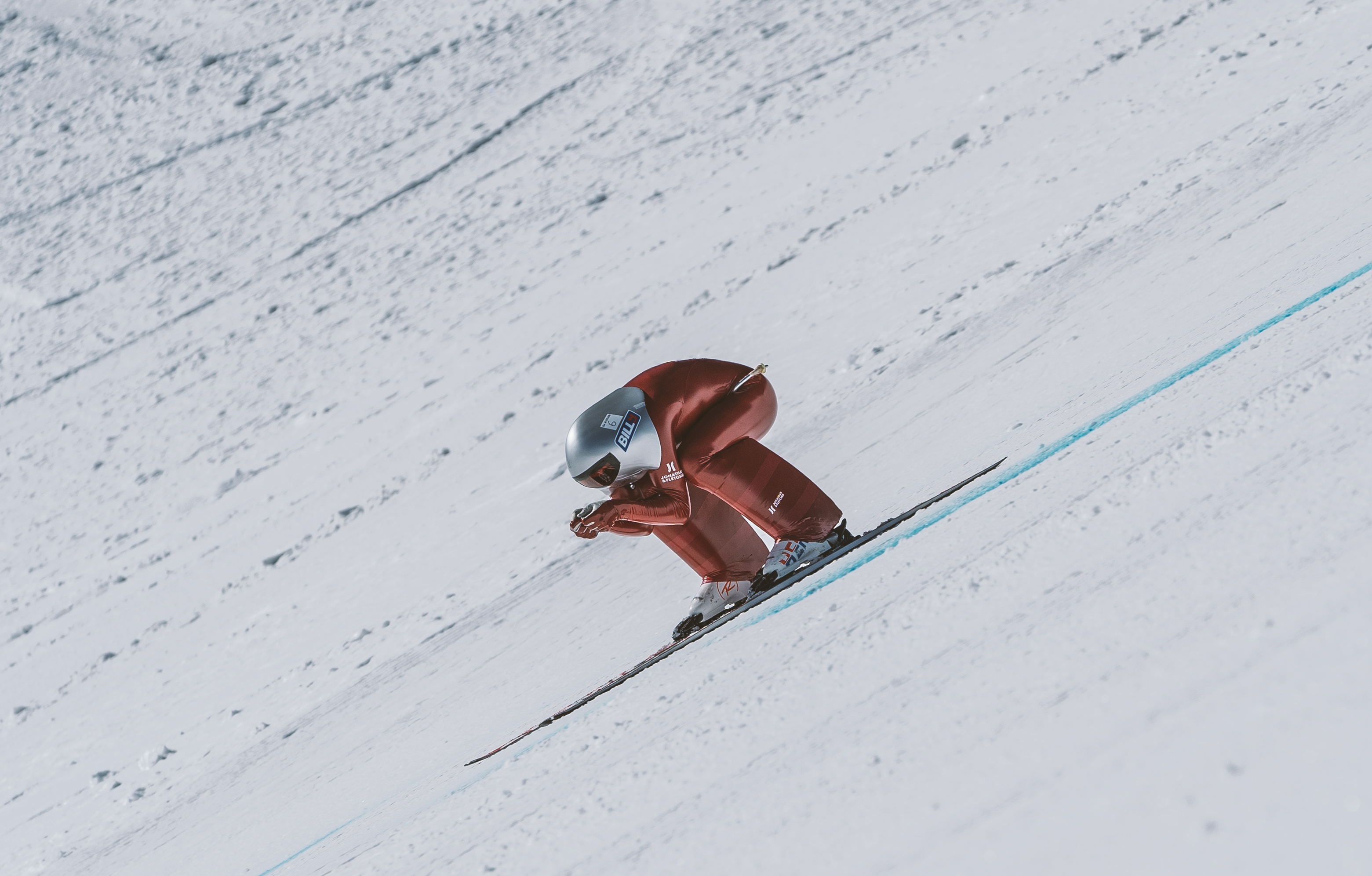
KListe en action

Le ski de vitesse ou kilomètre lancé (abrégé en KL) est un sport d'hiver de la famille du ski alpin qui consiste à descendre une piste enneigée le plus vite possible à l'aide de skis. Le règlement sportif n’a pour objet que d’assurer la sécurité du skieur ou « KListe » et l’équité sportive. Le ski de vitesse est le sport non-motorisé où les pointes de vitesse sont les plus élevées après le parachutisme.
Sport de démonstration lors des Jeux olympiques d'hiver de 1992, il n'est plus depuis au programme olympique. Le ski de vitesse, géré par la fédération internationale de ski, s'articule autour de deux compétitions internationales : les championnats du monde de ski de vitesse qui se déroulent tous les deux ans et la coupe du monde de ski de vitesse qui se déroule chaque année. Il existe deux catégories dans cette discipline. L'une, qui rassemble le plus de participants, est la SDH (Speed down hill) où l'équipement est de "série" : combinaison, skis, chaussures et casque. L'autre est la S1 où tous les "artifices" sont autorisés. Il existe également des compétitions nationales, ponctuelles et/ou entre professionnels pour battre les records du monde.

## Histoire

### Les origines
Le ski de vitesse trouve ses racines sur les pentes du Telemark (Norvège) lors des toutes premières compétitions de ski autour de skieurs qui se lançaient des défis entre eux. Avec l'arrivée du ski alpin au début du XXe siècle, le ski de vitesse renaît. Il faut cependant attendre les années 1930 en Suisse (dans les stations de Mürren et Saint-Moritz) pour les premières compétitions de ski de vitesse avec des tests chronométrés. C'est ainsi que l'Autrichien Gustav Lantschner établit le premier record du monde (105,675 km/h) le 14 janvier 1930, suivi de celui de son compatriote Leo Gasperl avec 136,6 km/h en 1931.

### Le kilomètre lancé
Après la Seconde Guerre mondiale jusqu'à la fin des années 1970, le ski de vitesse devient une histoire italienne avec en tête l'épreuve annuelle du « Kilometro Lanciato » de Cervinia où se réunissaient les fabricants, coureurs et aventuriers du ski. La station est alors considérée comme « La Mecque » du kilomètre lancé où chaque année les compétiteurs établissaient des records à l'occasion du trophée Rivetti de KL (l'Italien Zeno Colò en 1947 avec 159,292 km/h, l'Italien Alfred Pranger en 1963 avec 168,224 km/h, le Japonais Masaru Morishita en 1970 avec 183,392 km/h et l'Américain Steve McKinney en 1977 avec 185,975 km/h) sous l'égide de la fédération internationale de ski (FIS).
Mais c'est sur les pentes de Portillo dans la cordillère des Andes, terrain propice pour des records, que la mythique barre des 200 km/h est atteinte avec Steve McKinney en 1978 (200,222 km/h) - même si cette référence motivait peu ce dernier, qui préférait viser les 130 miles/h (environ 209 km/h). La même année, la piste de Cervinia connaît un drame sans précédent avec deux accidents tragiques. La FIS décide alors en raison de ces accidents et de la vitesse atteinte par les skieurs de se retirer complètement du ski de vitesse.
Le relais est alors pris dans les années 1980 par des organismes professionnels qui se disputent la paternité de la discipline et sa mise en place avec d'un côté l'International Speed Skiing (ISS) et de l'autre la Fédération Internationale de Ski de Vitesse (FISV), créant ainsi une confusion. Les compétitions ont lieu uniquement en Amérique du Nord (Silverston) et en France (La Clusaz et les Arcs). Les records de vitesse continuent à progresser, chez les hommes avec l'Autrichien Franz Weber (203,916 km/h en 1982 puis 208,092 km/h en 1984), et chez les femmes avec les sœurs françaises Catherine Breyton (169,332 km/h en 1980) et Annie Breyton (175,353 km/h en 1982) puis par les Américaines Marti Kuntz (190,375 km/h en 1983) et Melissa Dimino (200,780 km/h en 1984).
Ces différents records et l'accent mis sur la sécurisation des pistes permettent à la discipline de réintégrer la FIS en 1987 sous le nom de « Ski de vitesse et nouvelles disciplines » au même moment que la désignation d'Albertville comme ville-hôte des Jeux olympiques d'hiver de 1992. La piste des Arcs devient la nouvelle référence mondiale pour établir des records (le Français Michael Prufer avec 223,741 km/h et la Finlandaise Tarja Mulari avec 214,413 km/h en 1988) et accueille les épreuves olympiques de ski de vitesse de 1992 lorsque celui-ci y est présenté comme sport de démonstration.

### Jeux olympiques de 1992
Pour la première fois de son histoire, le ski de vitesse est présent à des Jeux olympiques. L'épreuve télévisée se déroule dans la station savoyarde d'Arc 2000 et permet à des millions de téléspectateurs de découvrir ce sport. Le président du Comité international olympique Juan Antonio Samaranch et le coprésident du Comité d'organisation des JO d'Albertville Jean-Claude Killy assistent aux épreuves. L'épreuve masculine est la deuxième meilleure audience télévisée de ces JO après la descente masculine de ski alpin. Le Français Michaël Prüfer gagne l'épreuve avec une vitesse de 229,299 km/h.
Le spectacle est entaché par la mort d'un des athlètes à l'entrainement. Le suisse Nicolas Bochatay a perdu la vie en percutant une dameuse. L'évènement a sans doute contribué à empêcher le ski de vitesse de devenir un sport officiel des Jeux olympiques d'hiver.

### L'après-JO
Malgré le succès remporté par le ski de vitesse, celui-ci n'est pas reconduit aux Jeux olympiques suivants et retourne peu à peu à l'anonymat malgré les records qui tombent. D'autres disciplines sont greffées au ski de vitesse telles que le monoski de vitesse, le snowboard de vitesse, le VTT de vitesse, etc.
Depuis, il existe trois types de compétitions distinctes de ski de vitesse.
Tout d'abord le circuit FIS avec la coupe du monde de ski de vitesse qui est une compétition annuelle autour de plusieurs épreuves entre l'Amérique du Nord et l'Europe. Pour éviter de graves accidents, la vitesse est limitée à 200 km/h. Tous les deux ans sont organisés les championnats du monde de ski de vitesse dont l'édition de Vars en janvier 2009 où pour la première fois, il n'y a pas eu de limite de vitesse.
Ensuite le circuit « Pro » ou « Speed Master ». Ce circuit, contrairement au circuit FIS, n'a aucune limite de vitesse. C'est à l'occasion de ces rendez-vous que la plupart des records sont battus. Il se déroule généralement sur des pistes avec un potentiel de vitesse très élevé comme Vars, les Arcs ou Verbier (Suisse).
Enfin, il existe le circuit « POP » qui est ouvert aux professionnels et aux amateurs. Ce circuit a pour but de faire découvrir la discipline aux néophytes sur des pistes très sécurisées.
Les records du monde sont aujourd'hui portés par le Français Simon Billy (255,500 km/h) chez les hommes, établi le 22 mars 2023 à Vars et par l'Italienne Valentina Greggio (247,083 km/h) chez les femmes, établi le 26 mars 2016 sur la même piste de Vars.

## Équipement
L'équipement d'un skieur de vitesse se compose :
- de skis dont la longueur est comprise entre 2,20 et 2,40 mètres et dont le poids de la paire ne doit pas excéder 15 kg (fixations comprises) ;
- de fixations équipées de stop skis en état de fonctionnement ;
- de bâtons d'au moins un mètre à la corde dont le poids de la paire ne doit pas excéder 2 kg ;
- d'une combinaison plastifiée réalisée uniquement pour cette discipline couvrant les cuisses et les bras au 3/4 ;
- d'une protection dorsale et de gants ;
- de chaussures dont le poids ne doit pas excéder 6 kg ;
- d'un casque de protection recouvrant la totalité de la tête du skieur et disposant d'une protection faciale non amovible. Son poids ne peut excéder 2 kg.
- d'ailerons aux mollets dont le poids n'excède pas 1 kg, réalisés en matériau souple et d'une longueur qui ne doit pas excéder les 30 cm. Cela optimise l'aérodynamisme. De tels ailerons sont par contre interdits aux épaules et dans le dos.

Tout autre accessoire est interdit (bracelets métalliques, montres, chaînes au cou, boucles d'oreilles...).

## Piste
Le ski de vitesse se pratique sur des pentes très raides mesurant de 400 mètres à plus d'un kilomètre de long. Le nombre de pistes homologuées est seulement de 32 dans le monde et nombre d'entre elles se trouvent en altitude pour réduire la résistance à l'air. Parmi les plus rapides, se trouvent les pistes : de l'Aiguille Rouge (Les Arcs), où a eu lieu l'épreuve lors des Jeux olympiques d'Albertville en 1992, de Vars les Claux où le record du monde actuel a été établi (255,5 km/h) (Hautes-Alpes), de Verbier (Piste du Mont Fort) en Suisse, de Cervinia (Italie), de Sun Peaks (Canada) ou de Hundfjället (Suède). La piste de Vars les Claux a une pente au départ de 98 %.
La piste de Vars a la particularité d'avoir permis d'établir divers autres records hors du ski de vitesse :
- Record du monde vitesse en VTT (Christian Taillefer puis Éric Barone)
- Record du monde en snowboard (Edmond Plawczyk en 2015 à Vars)
- Record du monde en monoski (Xavier Cousseau)

Les dimensions de la piste varient selon la vitesse maximale : pour les épreuves dont la vitesse maximale est inférieure à 150 km/h, la largeur de la piste doit être de 18 mètres; pour les épreuves dont la vitesse maximale est supérieure à 150 km/h la largeur est de 30 mètres.
La piste est divisée en trois zones :
- la zone d'élan de 300 à 400 mètres utilisée pour prendre le plus de vitesse possible ;
- la zone de chronométrage de 100 mètres ;
- la zone de ralentissement et d'arrêt de 500 à 600 mètres.

## Compétition
Le ski de vitesse ne compte qu'une seule présence aux Jeux olympiques d'hiver, ce fut lors des Jeux olympiques d'hiver de 1992 à Albertville (France) en tant que sport de démonstration.
Le ski de vitesse dont l'organe directeur est la fédération internationale de ski s'appuie sur deux grandes compétitions internationales organisées par cette dernière. Tout d'abord les championnats du monde de ski de vitesse qui ont lieu tous les deux ans (avant l'édition 2007, les vitesses étaient limités à 200 km/h), ensuite la coupe du monde de ski de vitesse qui se déroule annuellement et dont le vainqueur reçoit le globe de cristal de la discipline. Enfin, l'association France Ski de Vitesse a organisé depuis 1993 des compétitions nationales et internationales dites « professionnelles », sans limites de vitesse et durant lesquelles tous les records ont été établis depuis 1992 jusqu'à 2006 sur les pistes des Arcs et de Vars.

### Records

#### Hommes
- 2023 - 255,500 km/h[4] - Vars (France) Simon Billy (France)
- 2016 - 254,958 km/h - Vars (France) Ivan Origone (Italie)
- 2015 - 252,632 km/h - Vars (France) Simone Origone (Italie)
- 2014 - 252,454 km/h[5] - Vars (France) Simone Origone (Italie)
- 2006 - 251,400 km/h[6] - Les Arcs (France) Simone Origone (Italie)
- 2002 - 250,700 km/h - Les Arcs (France) Philippe Goitschel (France)
- 1999 - 248,105 km/h - Les Arcs (France) Harry Egger (Autriche)
- 1997 - 243,902 km/h - Vars (France) Philippe Billy (France)
- 1995 - 241,448 km/h - Vars (France) Jeffrey Hamilton (USA)
- 1993 - 233,610 km/h - Les Arcs (France) Philippe Goitschel (France)
- 1992 - 229,299 km/h - Les Arcs (France) Michaël Prüfer (France) - Record Olympique (OR)
- 1988 - 223,741 km/h[7] - Les Arcs (France) Michaël Prüfer (Monaco)
- 1987 - 217,680 km/h - Portillo (Chili) Michaël Prüfer (France)
- 1987 - 212,514 km/h - Les Arcs Graham Wilkie (GB)
- 1984 - 208,937 km/h - Les Arcs (France)  Franz Weber (Autriche)
- 1983 - 208,092 km/h - Silverton (USA) Franz Weber (Autriche)
- 1982 - 203,916 km/h - Silverton (USA)  Franz Weber (Autriche)
- 1982 - 201,230 km/h - Les Arcs (France) Steve McKinney (États-Unis)
- 1978 - 200,222 km/h - Portillo (Chili) Steve McKinney (États-Unis) - Premier homme à dépasser 200 km/h
- 1977 - 195,975 km/h - Cervinia (Italie) Steve McKinney (États-Unis)
- 1977 - 195,200 km/h - Portillo (Chili) Steve McKinney (États-Unis)
- 1976 - 194,489 km/h - Cervinia (Italie) Tom Simmons (États-Unis)
- 1975 - 194,384 km/h - Cervinia (Italie) Pino Meynet (Italie)
- 1974 - 189,473 km/h - Cervinia (Italie) Steve McKinney (États-Unis)
- 1973 - 184,237 km/h - Cervinia (Italie) Alessandro Casse (Italie)
- 1971 - 184,143 km/h - Cervinia (Italie) Alessandro Casse (Italie)
- 1970 - 183,392 km/h - Cervinia (Italie) Masaru Morishita (Japon)
- 1964 - 174,757 km/h - Cervinia (Italie) Luigi Di Marco (Italie)
- 1963 - 171,428 km/h - Portillo (Chili) C.B. Vaughan & Dick Dorworth (États-Unis)
- 1963 - 168,224 km/h - Cervinia (Italie) Alfred Planger (Italie)
- 1960 - 163,265 km/h - Cervinia (Italie) Luigi Di Marco (Italie)
- 1959 - 160,714 km/h - Cervinia (Italie) Edoardo Agreiter (Italie)
- 1947 - 159,292 km/h - Cervinia (Italie) Zeno Colo (Italie)
- 1932 - 136,3 km/h - Saint Moritz (Suisse) Leo Gasperl (Autriche)
- 1930 - 105,675 km/h - Saint Moritz (Suisse) Gustav Lantschner (Autriche)

#### Femmes
- 2016 - 247,083 km/h - Vars (France) Valentina Greggio (Italie)
- 2006 - 242,590 km/h[6] - Les Arcs (France) Sanna Tidstrand (Suède)
- 2002 - 242,260 km/h - Les Arcs (France) Karine Dubouchet (France)
- 1999 - 234,528 km/h - Les Arcs (France) Karine Dubouchet (France)
- 1997 - 231,660 km/h - Vars (France) Carolyn Curl (USA)
- 1996 - 225,766 km/h - Les Arcs (France) Karine Dubouchet (France)
- 1996 - 225,140 km/h - Vars (France) Karine Dubouchet (France)
- 1995 - 225,000 km/h - Vars (France) Karine Dubouchet (France)
- 1992 - 219,245 km/h - Les Arcs (France) Tarja Mulari (Finlande) - Record Olympique (OR)
- 1988 - 214,413 km/h - Les Arcs (France) Tarja Mulari (Finlande)
- 1987 - 201,005 km/h - Les Arcs (France) Jacqueline BLANC (France)
- 1984 - 200,780 km/h - Les Arcs (France) Melissa Dimino (États-Unis)  - Première femme à dépasser 200 km/h
- 1983 - 190,375 km/h - Les Arcs (France) Marti Martin-Kuntz (États-Unis)
- 1982 - 175,353 km/h - Les Arcs (France) Annie Breyton (France)
- 1980 - 169,332 km/h - Silverton (USA) Catherine Breyton (France)
- 1964 - 143,027 km/h - Cervinia (Italie) Christl Herbert-Staffner (Autriche)

#### Juniors
- Femme : 2005 - 200,111 km/h - Les Arcs (France) Charlotte Bar (France)
- Homme : 2002 - 241,290 km/h - Les Arcs (France) Jonathan Moret (Suisse)